# Affaire de l'IME des Nivéoles
L’affaire de l'IME des Nivéoles (2015-2023) est une affaire judiciaire d'agressions sexuelles et de viols pédocriminels commis entre 2012 et 2015 contre des enfants et des jeunes, dont deux autistes, à l'institut médico-éducatif Les Nivéoles de Voiron.
Après un premier classement sans suite en 2020, l'affaire est rouverte l'année suivante, et donne lieu à deux mises en examen en 2023. Cette affaire illustre aussi la difficulté à recueillir le témoignage des mineurs autistes.

## Chronologie des faits
Les faits de viols et d'agressions sexuelles présumés se sont déroulés à l'institut médico-éducatif (IME) Les Nivéoles, situé à Voiron, entre 2012 et 2015,. L'une des mères plaignantes, Gaële, explique dans le média StreetPress que son fils autiste lui a confié en 2015 avoir été violé par l'un de ses éducateurs ; elle a alors mis en relation ce témoignage avec des changements de comportement de son enfant, qui se mettait en colère et refusait de partir à l'IME le matin. Au printemps 2015, l'IME des Nivéoles licencie l'un de ses éducateurs pour détention d'images pédopornographiques et en raison de poursuites pour viol de deux de ses neveux. L'homme concerné est condamné pour détention de pédopornographie en 2017, mais non pour le viol de ses neveux, faute de preuves. Selon Le Point, l'avocat des familles plaignantes soutient que cet homme avait été embauché par l'IME « sans aucune qualification et sans aucun renseignement sur ses antécédents judiciaires ».
Lors d'une réunion à l'IME des Nivéoles au printemps 2015, les dirigeants de l'établissement informent les parents de la mise en détention provisoire de cet éducateur pour pédopornographie ; plusieurs parents prennent alors la parole pour partager leurs soupçons d'agressions pédocriminelles contre leurs enfants. D'après la direction de l'établissement, qui se défend des accusations de ne pas avoir réagi, c'est à la suite de cette réunion organisée à l'initiative de l'IME que les familles concernées ont déposé des plaintes pour agression pédocriminelle.

### Première information judiciaire
Le nombre de victimes présumées est de sept, plusieurs de ces victimes étant autistes. En avril 2016, le nombre de plaintes déposées par les familles est de neuf. Les victimes présumées étaient âgées de 11 à 20 ans au moment des faits ; d'après l'avocat des familles plaignantes, ces familles de victimes présumées ne se connaissaient pas au moment des faits. Les associations Innocence en Danger et Envol Isère Autisme se portent parties civiles avec les parents plaignants dès la saisie du juge d'instruction. Le Centre Ressources Autisme de Rhône-Alpes est aussi alerté par les parents plaignants.
Trois éducateurs sont mis en cause, dont celui qui a été condamné pour détention de pédopornographie,. Les éducateurs nient les faits, et l'examen psychologique des victimes présumées se conclut sur une « évolution normale des enfants » d'après le procureur de Grenoble, Jean-Yves Coquillat,. Alors que le parquet a classé l'enquête en 2016, les familles plaignantes réclament une instruction.

### Non-lieu et réouverture de l'enquête
En avril 2020, les plaintes des familles sont classées sans suite (en non-lieu). D'après la journaliste du Parisien Louise Colcombet, la juge rend un non-lieu général en raison d'un « manque de preuves » et de « la fragilité de la parole des enfants autistes » ; les deux animateurs mis en cause ne sont pas placés en garde à vue.
Quatre familles poursuivent le combat judiciaire. Ces familles plaignantes font appel, et sont entendues avec leur avocat le 8 décembre 2020,. L'enquête est officiellement rouverte le 4 février 2021,. Une nouvelle expertise psychologique des accusés est menée.

### Mises en examen
Deux anciens éducateurs sont mis en examen en août 2023,,, comme confirmé par le procureur de Grenoble François Touret-de-Coucy.
L'un des deux mis en examen est poursuivi pour viol, l'autre pour agression sexuelle. D'après l'article d'investigation de Florent Mathieu pour le média local Place Gre'Net, le premier homme, âgé de 34 ans, est mis en examen pour cinq agressions sexuelles et un viol ; la seconde mise en examen porterait sur quatre agressions sexuelles.

## Traitement judiciaire
Certaines familles plaignantes affirment que la parole de leurs enfants a été mise en doute parce qu'ils sont autistes. L'une des mères plaignantes souligne que les enfants autistes ne sont pas réputés pour mentir et que ce point devrait crédibiliser leur parole au lieu de la discréditer.
L'avocat des familles de victimes, Bertrand Sayn, souligne aussi que la parole des enfants handicapés est difficile à recueillir et souhaite que cette affaire « permette de mieux prendre en compte la parole des enfants handicapés ».